# Torrey Richardson
Torrey Gerson Richardson ist eine US-amerikanische Theater- und Filmschauspielerin, Drehbuchautorin und Filmproduzentin.

## Leben
Richardson spielte in ihrer Jugend über 15 Jahre Fußball und war auch im Reitsport tätig. Sie studierte an der University of Michigan. Nach ihrem Studium vertiefte sie ihre Schauspielkenntnisse am American Conservatory Theater und der The San Francisco Acting Academy. Mit der Improvisationstheatergruppe The Pinup Squirrels trat sie bei UCB, Flappers und Comedy Central Stage auf. Sie ist Mitglied der Schauspielergewerkschaft SAG-AFTRA. 2017 machte sie ihr Fernsehdebüt in einer Episode der Fernsehserie On the Case – Unter Mordverdacht. Im selben Jahr übernahm sie eine Nebenrolle im Fernsehfilm Quarter Life Crisis und war außerdem im Kurzfilm Striptease zu sehen.
2018 erhielt sie eine Episodenrolle in der Fernsehserie The Chunky Zeta. 2019 wurde sie beim Austin Comedy Short Film Festival als beste Schauspielerin für ihre Leistungen im Kurzfilm Ladies and Gentlemen, für den sie auch als Drehbuchautorin und Filmproduzentin fungierte, ausgezeichnet. Sie spielte 2020 im Theaterstück In My Mind's Eye mit. 2020 übernahm sie in den The Asylum-Produktionen Apocalypse of Ice – Die letzte Zuflucht und Meteor Moon größere Rollen. Auch wirkte sie 2021 in 2021 – War of the Worlds: Invasion from Mars und The Devil’s Triangle – Das Geheimnis von Atlantis mit.

## Filmografie (Auswahl)

### Schauspiel
- 2017: On the Case – Unter Mordverdacht (On the Case with Paula Zahn) (Fernsehserie, Episode 15x02)
- 2017: Quarter Life Crisis (Fernsehfilm)
- 2017: Striptease (Kurzfilm)
- 2018: The Chunky Zeta (Fernsehserie, Episode 2x05)
- 2018: FriendZone (Kurzfilm)
- 2018: Law Office of Michael Grants (Mini-Serie)
- 2018: Ladies and Gentlemen (Kurzfilm)
- 2019: Love is a Dangerous Thing (Kurzfilm)
- 2020: Sex and the Future
- 2020: Apocalypse of Ice – Die letzte Zuflucht (Apocalypse of Ice)
- 2020: Meteor Moon
- 2021: Adult Buddy Finders (Fernsehserie, Episode 1x01)
- 2021: 2021 – War of the Worlds: Invasion from Mars (Alien Conquest)
- 2021: SkeDJes Sketch Comedy (Fernsehserie, Episode 2x07)
- 2021: Tales of a 5th Grade Robin Hood
- 2021: Der letzte Klick – Tödliche Online-Begegnungen (I Met My Murderer Online, Fernsehserie, Episode 1x05)
- 2021: The Devil’s Triangle – Das Geheimnis von Atlantis (Devil’s Triangle)
- 2022: Top Gunner 2 – Danger Zone (Top Gunner: Danger Zone)
- 2022: Jurassic Domination
- 2022: Deadly Suspicion (Fernsehfilm)
- 2022: Brothers from Malta
- 2023: Central Valley
- 2023: Sasha Lanes

### Drehbuch
- 2018: Ladies and Gentlemen (Kurzfilm)

### Produktion
- 2018: The Chunky Zeta (Fernsehserie, 4 Episoden)
- 2018: Ladies and Gentlemen (Kurzfilm)

## Theater (Auswahl)
- 2020: In My Mind's Eye (The Group Rep)